# Santa Cecilia Tepetitlán
Santa Cecilia Tepetitlán är en ort i Mexiko.   Den ligger i kommunen Tlachichuca och delstaten Puebla, i den sydöstra delen av landet, 180 km öster om huvudstaden Mexico City. Santa Cecilia Tepetitlán ligger 2 432 meter över havet och antalet invånare är 2 208.
Terrängen runt Santa Cecilia Tepetitlán är kuperad österut, men västerut är den platt. Runt Santa Cecilia Tepetitlán är det ganska tätbefolkat, med 60 invånare per kvadratkilometer. Närmaste större samhälle är Tlachichuca, 8,8 km söder om Santa Cecilia Tepetitlán. Trakten runt Santa Cecilia Tepetitlán består till största delen av jordbruksmark.